# Donaudelta
Het Biosfeerreservaat Donaudelta (Roemeens: Delta Dunării) is gelegen in de monding van de Donau in het district Tulcea in Roemenië. Het gebied is sinds 1990 toegevoegd aan de lijst van biosfeerreservaten onder UNESCO's Mens- en Biosfeerprogramma (MAB). De kernzone van het gebied kreeg in 1991 bovendien de status van werelderfgoed. Het gedeelte dat als werelderfgoed werd opgenomen heeft een grootte van 3.124,4 km². De totale oppervlakte van het biosfeerreservaat is circa 5.800 km² en omvat daarmee de gehele Donaudelta op Roemeens grondgebied. Het Biosfeerreservaat Donaudelta grenst aan het in 1998 opgerichte Biosfeerreservaat Doenajsky dat in de Oblast Odessa van Oekraïne ligt. Daarnaast is de Donaudelta sinds 1990 een Ramsargebied, wat inhoudt dat het gebied op wereldschaal zeer belangrijk is, in het bijzonder voor watervogels. Ook is het gebied onderdeel van het Natura 2000-netwerk van de Europese Unie.

## Geografie
De delta bestaat uit een gebied met veel riet, moerassen en bossen, die tijdens de lente en de herfst overstromen. Elk jaar wordt de delta 40 meter breder, als gevolg van het alluvium dat door de Donau langs de rivier wordt gedeponeerd. Dit maakt de delta uiterst dynamisch. Dicht bij Tulcea vertakt de Donau zich in drie riviertakken alvorens de rivier in de zee uitmondt: de Chilia-arm, de gekanaliseerde Sulina-arm en de Sfântu Gheorghe-arm. Ook zijn er aantal kanalen aangelegd.
In 2004 voltooide Oekraïne een project aangaande het Bystrojekanaal, dat een bevaarbare verbinding van de Zwarte Zee met het Oekraïense deel van de Donaudelta zal vormen. De Europese Unie probeerde Oekraïne over te halen om deze werkzaamheden te staken, omdat het moerasland van de Delta beschadigd zou kunnen raken. De Roemeense regering, geëngageerd met het beschermen van de delta, zal Oekraïne via het Internationale Gerechtshof vervolgen.

## Fauna
In het Biosfeerreservaat Donaudelta zijn meer dan 300 vogelsoorten vastgesteld. Onder de broedvogels bevinden zich dwergaalscholvers (Microcarbo pygmeus), roze pelikanen (Pelecanus onocrotalus), kroeskoppelikanen (Pelecanus crispus), ralreigers (Ardeola ralloides), purperreigers (Ardea purpurea), zwarte ibissen (Plegadis falcinellus), roodpootvalken (Falco vespertinus), steltkluten (Himantopus himantopus), vorkstaartplevieren (Glareola pratincola), witwangsterns (Chlidonias hybridus), zwarte sterns (Chlidonias niger) en scharrelaars (Coracias garrulus). In het winterhalfjaar verandert de soortsamenstelling. Zo overwinteren hier grote groepen kolganzen (Anser albifrons), roodhalsganzen (Branta ruficollis), pijlstaarten (Anas acuta) en maximaal 500 individuen van de zeldzame dwerggans (Anser erythropus). Zeldzame zoogdieren die op de Habitatrichtlijn staan zijn de steppebunzing (Mustela eversmannii), otter (Lutra lutra), Europese nerts (Mustela lutreola), gevlekte bunzing (Vormela peregusna) en siesel (Spermophilus citellus). Ook zijn er 45 zoetwatervissen vastgesteld en leven er amfibieën als de Donaukamsalamander (Triturus dobrogicus) en roodbuikvuurpad (Bombina bombina).
De Donaudelta ligt langs de trekroute van de met uitsterven bedreigde dunbekwulp (Numenius tenuirostris). Waarnemingen van de soort werden meestal gedaan tijdens de najaarstrek en in 1971 werd een maximum van 28 individuen vastgesteld. Over de huidige status van de soort is zeer weinig bekend. De Donaudelta geldt echter nog als een belangrijke beschermingszone voor de soort. In het gebied loopt ook een project voor natuurherstel van Rewilding Europe.

## Inwoners
Er wonen ongeveer 15.000 mensen in de delta. De meeste inwoners voorzien in hun levensonderhoud door te werken in de visserij. Hierbij wordt gebruikgemaakt van traditionele houten kajaks. Tot de verschillende bevolkingsgroepen die het gebied bewonen behoort een gemeenschap van Lipovanen, nakomelingen van oudgelovigen die Rusland in 1772 verlieten om godsdienstvervolgingen te voorkomen. Het belangrijkste centrum van de Lipovaanse gemeenschap in het Oekraïense deel van de Donaudelta is Vylkove.

## Geschiedenis
Vanaf de 16e eeuw maakte de Donaudelta deel uit van het Ottomaanse Rijk. Bij het Verdrag van Adrianopel van 1829 moest de sultan het gebied afstaan aan de Russische tsaar. Deze beloofde vrije doorvaart over de Donau, zoals afgesproken op het Congres Van Wenen in 1815. Maar de Russen wilden toch wel graag iets verdienen aan die doorvaart en gingen steeds meer de graanschepen naar West-Europa leiden via de Sulina, die daarvoor te ondiep was zodat de vracht moest worden overgeladen op binnenvaarders. Dat leverde werk en geld op.

In het Verdrag van Parijs van 1856, dat na de beëindiging van de Krimoorlog tot stand kwam, werd de Europese Donaucommissie ingesteld die de bevaarbaarheid van het gebied beoogde te verbeteren en de kanalisatie van de Sulina-arm ter hand nam. In 1878, na de Russisch-Turkse Oorlog, de Vrede van San Stefano en het Congres van Berlijn, werd het grootste deel van het gebied Roemeens grondgebied. In het interbellum was de gehele delta Roemeens, maar de Donaucommissie bleef bevoegd voor de rivier. Onder leiding van de Britse ingenieur Charles Harvey werd de Sulina uitgediept en werden pieren en vuurtorens gebouwd.
in 1940 kwam het gedeelte ten noorden van de Chilia-arm aan de Sovjet-Unie resp. aan de Oekraïense SSR; dit gebied ligt sinds 1991 in Oekraïne.

## Afbeeldingen

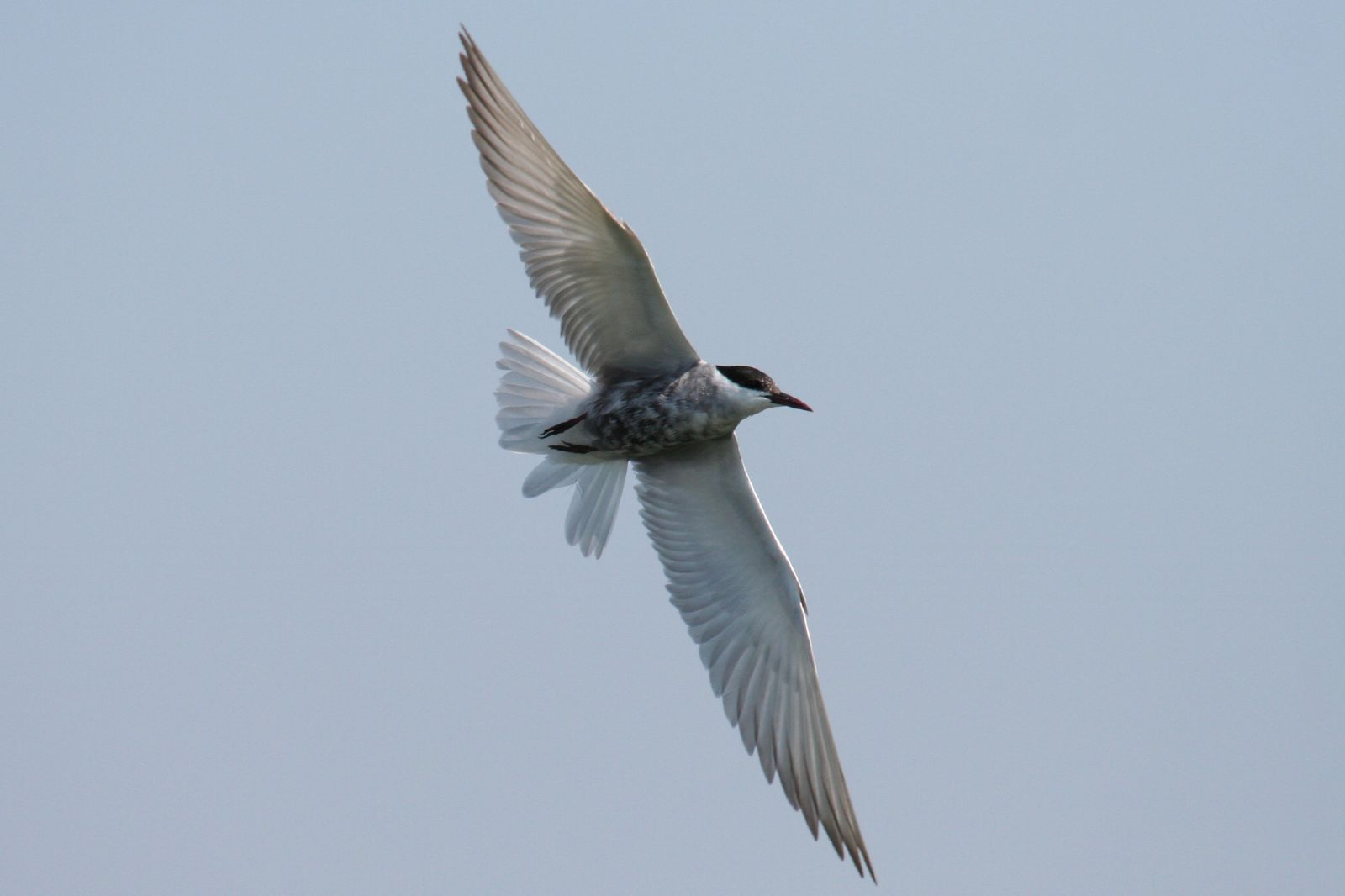
Witwangstern (Chlidonias hybrida) in de Donaudelta (MAB).
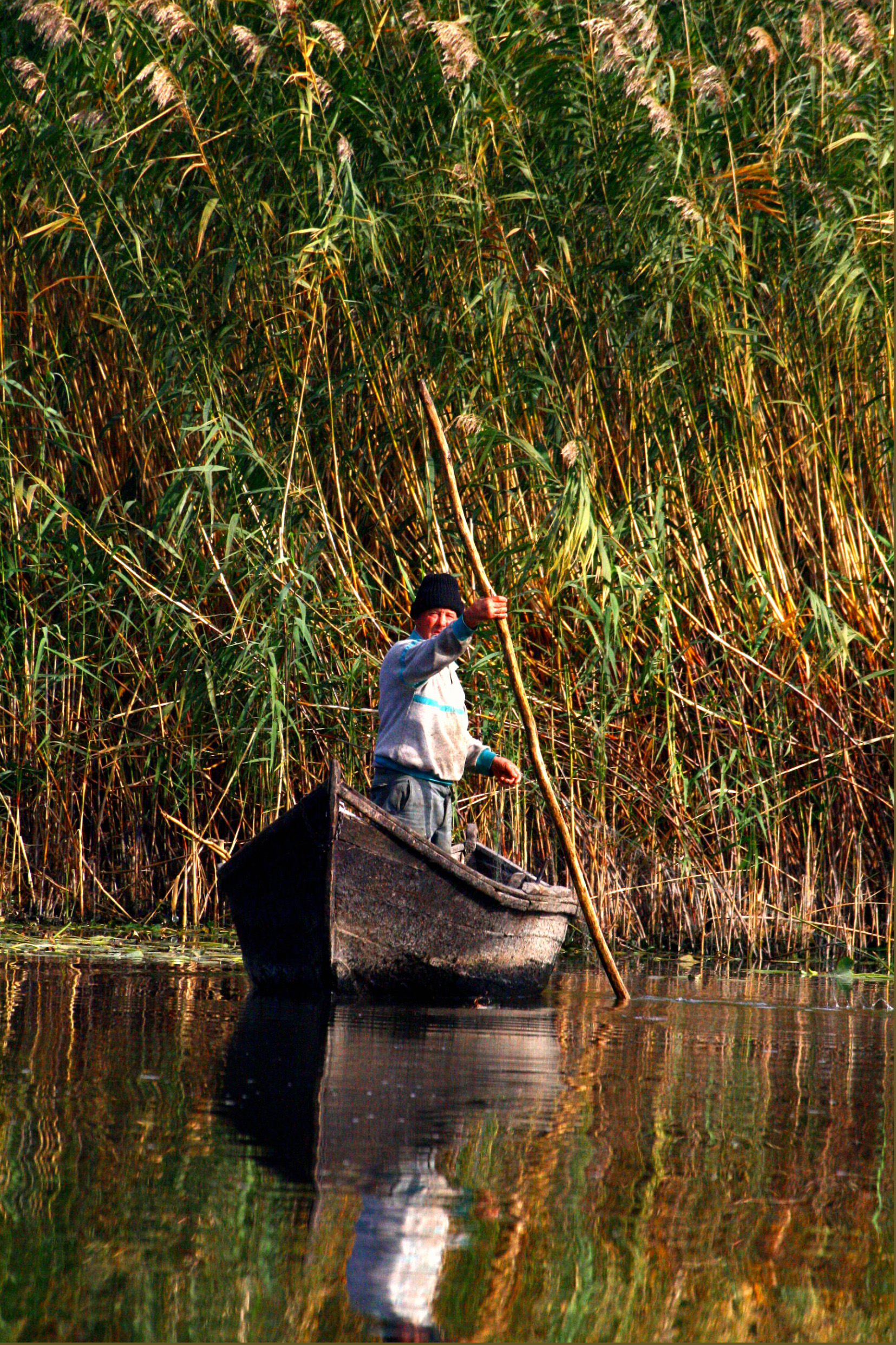
Visser in de Donaudelta.
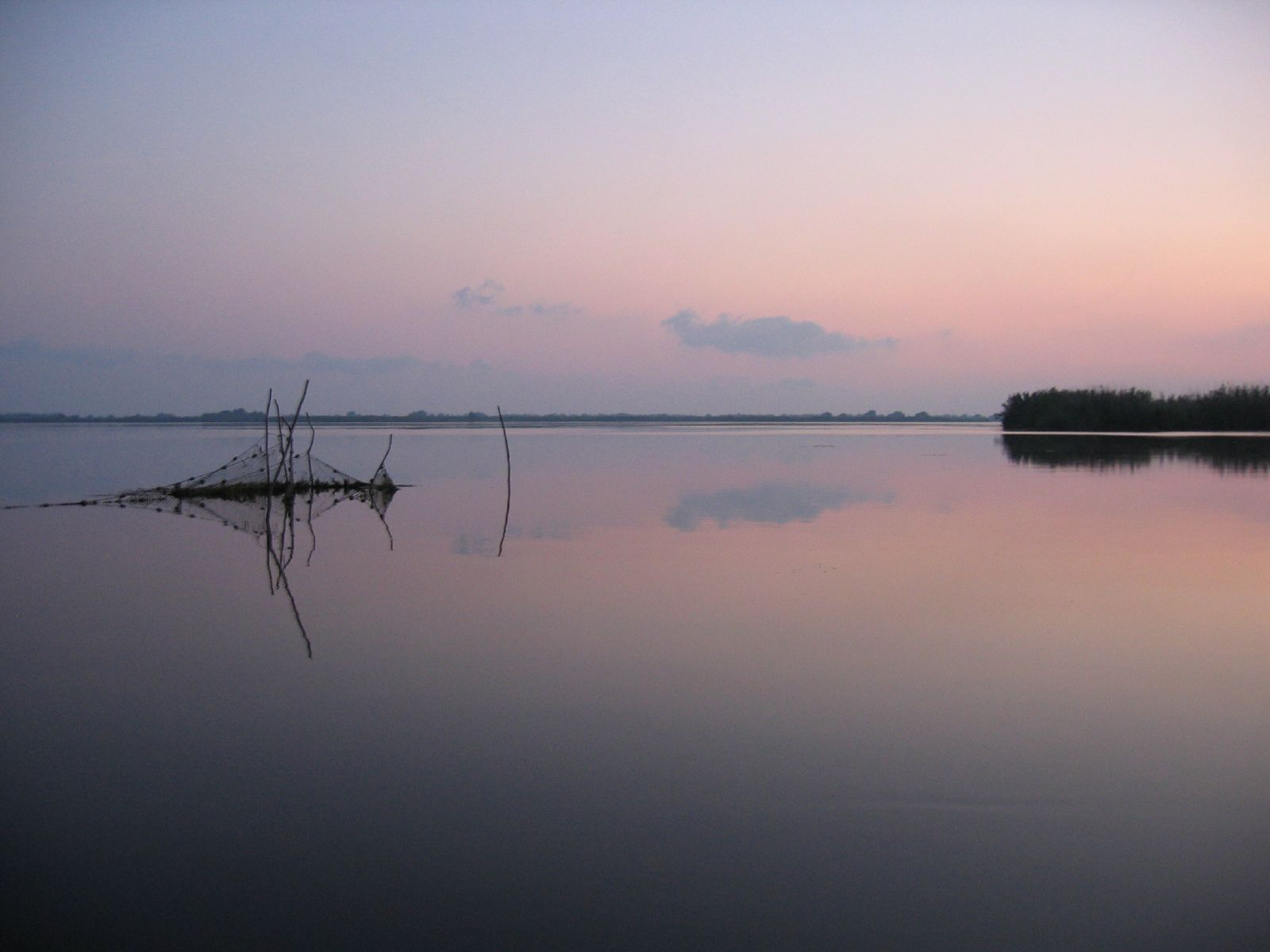
Water in de Sulina-arm.
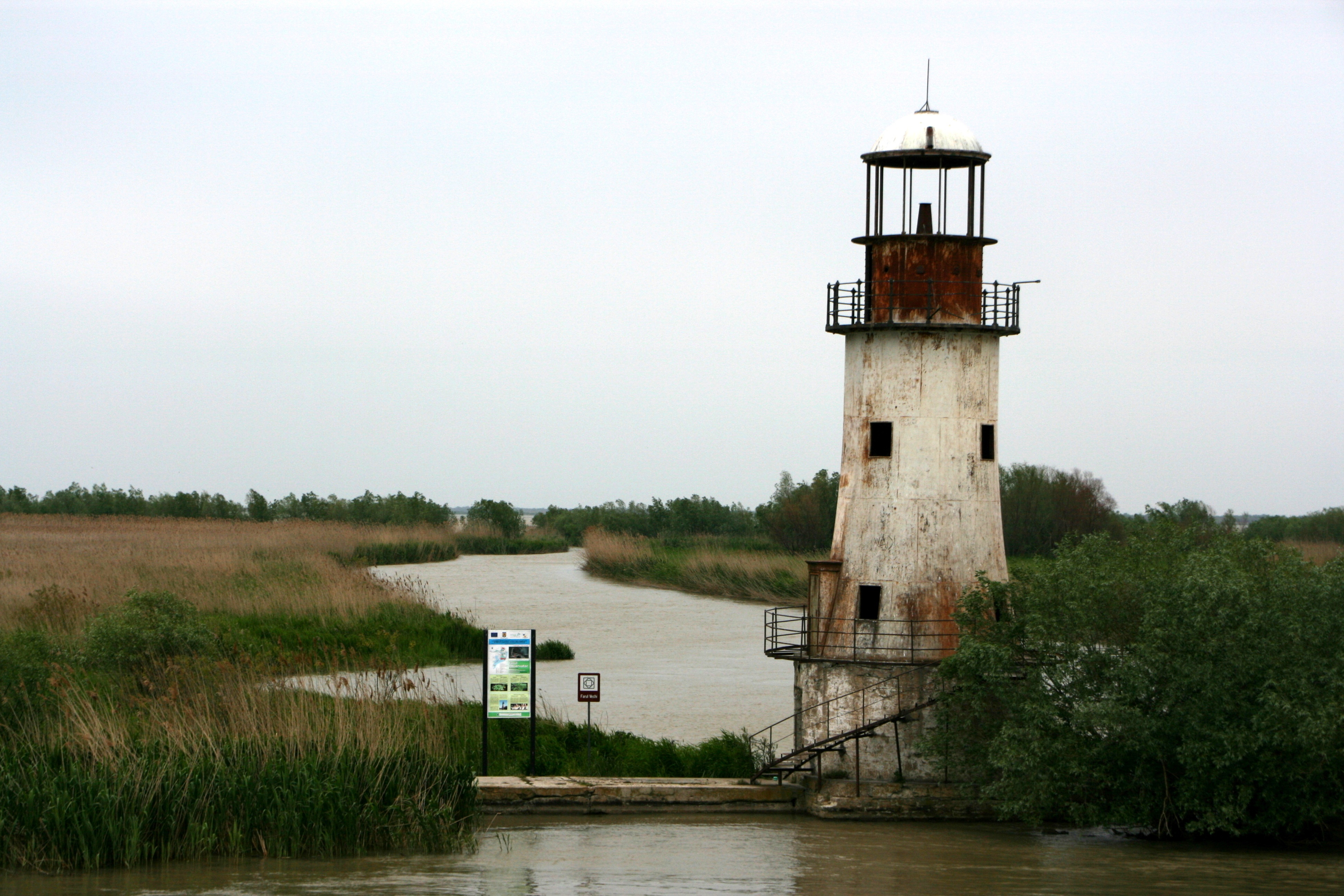
Oude vuurtoren in de Sulina-arm.
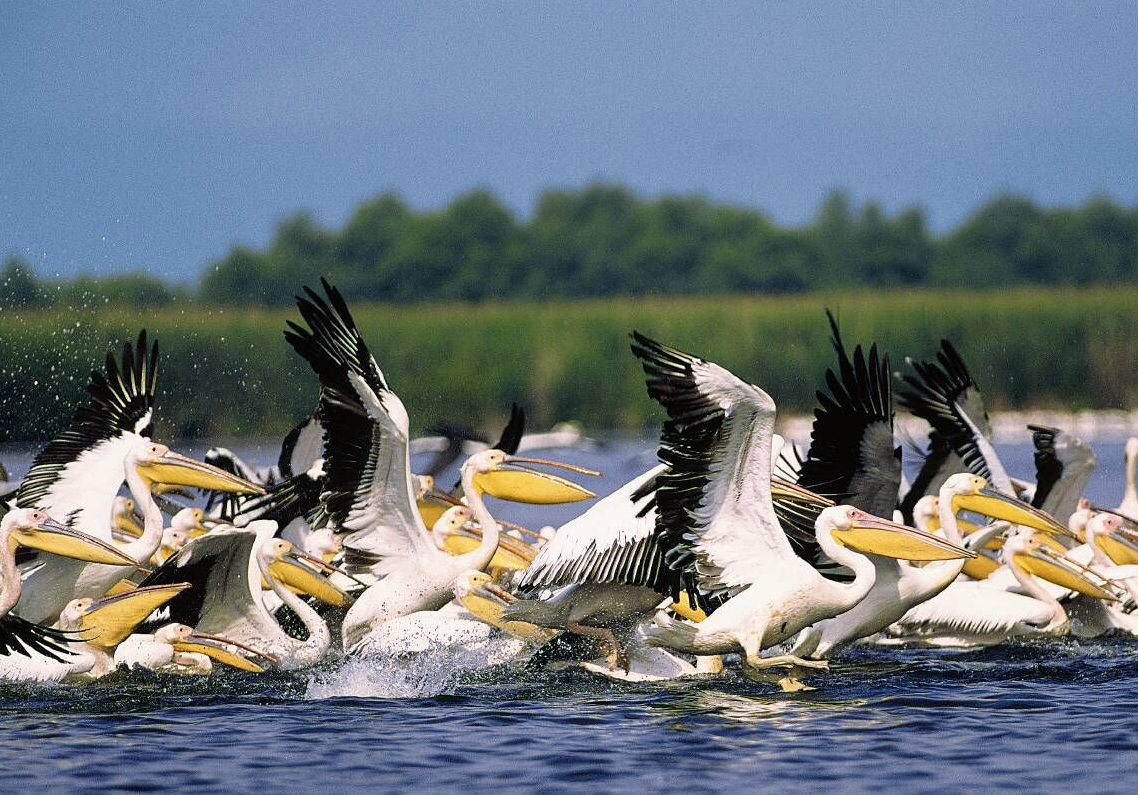
Roze pelikanen (Pelecanus onocrotalus) in de Donaudelta (MAB).

Donaudelta · 
Kerken in Moldavië · 
Klooster van Horezu · 
Dorpen met weerkerken in Transsylvanië · 
Dacische forten van het Orăştiegebergte · 
Historisch centrum van Sighișoara · 
Houten kerken in Maramureș · 
Oude en voorhistorische beukenbossen van de Karpaten en andere regio's van Europa  · 
Mijnlandschap van Roșia Montană · 
Grenzen van het Romeinse Rijk: Dacië · 
Monumentaal ensemble van Brâncuși in Târgu Jiu
- Biblioteca Nacional de España: XX458497
- Bibliothèque nationale de France: cb13566933k (data)
- Gemeinsame Normdatei: 4012713-8
- Library of Congress Control Number: sh91001123
- MusicBrainz: dc503d1f-9d23-47d7-96c4-4216c6a38ec1
- Nationale Bibliotheek van Israël: 987007548947405171
- Nationale en Universitaire bibliotheek Zagreb: 000618108
- Système universitaire de documentation: 05259341X
- Virtual International Authority File: 316430382